# Elma Ström
Elma Charlotta Ström, född 3 april 1822 i Bro i Uppland, död 14 juli 1899 i Stockholm, var en svensk operasångare och skådespelare.

## Biografi
Ström var dotter till en lantbrukare och fosterbarn hos en släkting, pastor Ekström på Mörkö, som umgicks med adeln och hade ett brett sällskapsliv. Hon underhöll med sång inför hans gäster, och en gång föreslog man att hon skulle sjunga inför en sakkunnig.
Efter att hon år 1836 hade avlagt ett sångprov inför hovsångare Isak Berg blev hon antagen som elev vid Operan i Stockholm. Hon bodde på Operans elevhem i Operahuset, som förestods av Wilhelmina Fundins mor Kristina. Operaeleverna fick inte lämna huset utan tillstånd, och en anekdot berättar att Ström och hennes studiekamrat Jenny Lind vid ett tillfälle när de hade fått tillstånd att lämna huset, passade på att resa runt hela staden i vagn. Hon debuterade på Operan 1841, och kontrakterades 1843. Hon var sedan engagerad vid Operan fram till 1851.
Hon beskrivs som vacker, välväxt, med en röst: ”På en gång bland de klangfullaste och starkaste, bland de mjukaste och behagligaste”. När Jenny Lind lämnade Sverige 1842 utsågs Ström till hennes ersättare och fick överta hennes främsta roller. Bland hennes roller fanns bland annat (Agatha i Friskytten och Alice i Robert. Hon blev så hårt ansträngd av operadirektionen att rösten efter några år hade blivit förstörd. Hon lämnade därför Operan 1851. Därefter var hon verksam vid Dramaten som talskådespelare under några år, där hon ansågs duktig men inte tillräckligt för att få ett fast engagemang.
August Blanche skrev om henne: 
”När mamsell Lind vistades i Paris [1841–42] och hennes partier måste af annan öfvertagas, föll valet därvid på Mamsell Ström, som ansågs för att hafva och onekligen hade, näst Lind, den största och vackraste rösten – ja vissa kotterier, till hvilka jemväl dåvarande Theaterstyrelsen slöt sig, gingo så långt att de ansågo henne kunna ersätta den frånvarande artisten. Följden blef att Selma [Elma] Ström i förtid belastades med en massa de svåraste partier och ansträngde sig öfver höfvan, innan hennes röst hunnit tillbörlig mognad, hvarigenom rösten skadades”
Hon beskrevs som:
”… en högst intagande flicka och begåfvad med verklig intelligens, en skön omfångsrik och för all möjlig utbildning fallen sångstämma. Men det var en meteor, som lyste och försvann. Hon gaf fulla hus, och teaterdirektionen jagade henne igenom hela sin gamla och nya repertoir, som en odygdig skjutspojke gör med en ung, het häst lör blotta nöjet att se honom springa. Bemälda direktion var i alla fall mera klandervärd än skjutsgossen, ty den gjorde hvad den gjorde väl icke så mycket för nöjet, som egentligen var publikens mera än den dåvarande Backmanska direktionens, utan för de fulla husen, men ville ej besinna, hvad följder det kunde hafva. Dessa utebletvo ej: på två vintrar var den älskliga, 19-årigasångerskans stämma sprängd; näktergalen måste tystna, när tonerna sveko den. Hon försökte öfvergå till talscenen och gjorde det icke utan framgång, men ej tillräckligt stor att der qvarhålla henne.”
En samtida bedömning om henne var:
”Att efterträda dem (Jenny Lind och mamsell Wideberg) var emellertid ingen lätt uppgift. Mamsell S. förtjänar allt beröm för det sätt, hvar på hon löst den. Hon har i sitt spel visat verklig talang utan lust att imitera.”
Ström gifte sig 1846 med konstnären Lars Theodor Billing, och blev mor till målaren Anna Billing. Äktenskapet beskrivs som lyckligt och hon följde med maken på hans konstnärsresor.
Oscar Wijkander komponerade en sonett till hennes ära (1892).

### Fotnoter
1. 1 2 3 4  Sveriges dödbok, läst: 15 april 2018.[källa från Wikidata]
2. ↑  Folkräkningar (Sveriges befolkning) 1880, Riksarkivet, läs onlineläs online, läst: 15 april 2018.[källa från Wikidata]
3. ↑  svar.ra.se, SCB, Hedvig Eleonora döda
4. ↑  Elma Ström i Wilhelmina Stålberg, Anteckningar om svenska qvinnor (1864)
5. ↑  Ingeborg Nordin Hennel: Mod och Försakelse. Livs- och yrkesbetingelser för Konglig Theaterns skådespelerskor 1813–1863. Stockholm: Gidlunds (1997) ISBN 9178442567. sida 411
6. ↑  Nils Arfwidsson, Teaterbilder från fordom, 1885
7. ↑  ”Elma Billing, Idun, Nr. 46. Fredagen den 19 november 1897.”. Arkiverad från originalet den 23 november 2019. https://web.archive.org/web/20191123080158/http://www2.ub.gu.se/fasta/laban/erez/kvinnohistoriska/tidskrifter/idun/1897/pdf/1897_46.pdf. Läst 18 september 2011.